# Punctacteon kirai
Punctacteon kirai is een slakkensoort uit de familie van de Acteonidae. De wetenschappelijke naam van de soort is voor het eerst geldig gepubliceerd in 1949 door Habe.